# Molanna walgrena
Molanna walgrena är en nattsländeart som beskrevs av Milne 1934. Molanna walgrena ingår i släktet Molanna och familjen skivrörsnattsländor. Inga underarter finns listade i Catalogue of Life.